# Siliciumsättigung
Die Siliciumsättigung ist neben dem SiO2-Gehalt der wichtigste Parameter zur Charakterisierung eines magmatischen Gesteins.

## Einführung
Da magmatitische Gesteine mit Ausnahme relativ seltener Gesteine wie beispielsweise Karbonatite überwiegend aus Silikaten aufgebaut sind, ist der Gehalt an SiO2 (Silica) in den jeweiligen Schmelzen von entscheidender Bedeutung für den auskristallisierenden Mineralbestand. Er ermöglicht eine primäre Klassifizierung der Magmatite in vier Kategorien:
- ultrabasisch/ultramafisch: < 45 Gewichtsprozent SiO2
- basisch/mafisch: 45 bis 52 Gewichtsprozent SiO2
- intermediär: 52 bis 65 Gewichtsprozent SiO2
- sauer/felsisch: > 65 Gewichtsprozent SiO2

Der Begriff der Siliciumsättigung (Englisch silica saturation) in einem magmatischen Gestein geht jedoch über den rein quantitativen SiO2-Gehalt hinaus. Er ist vielmehr ein Maß für die Fähigkeit eines Magmas, an SiO2-gesättigte Silikate zu bilden. So sind beispielsweise Feldspäte (Verhältnis Silica/Oxid = 6:1) an SiO2 weitaus gesättigter als Foide  (2:1),  Pyroxene (1:1) SiO2-reicher als Olivin (1:2).

## Definition
„Die Siliciumsättigung in einem magmatischen Gestein ist der Konzentrationsquotient, der sich aus dem Verhältnis SiO2-Gehalt zum Gehalt aller anderen Silikat-bildenden Komponenten ermittelt.“

## Klassifizierung
Bei der Siliciumsättigung lassen sich drei Fälle unterscheiden:
- Silicium-übersättigt
- Silicium-gesättigt
- Silicium-untersättigt

Bei an Silicium-übersättigten Magmatiten ist mehr Silica vorhanden als für alle anderen Hauptsilikatmineralien benötigt wird, das überschüssige SiO2 kann somit als Quarz oder dessen polymorphe Vertreter Cristobalit bzw. Tridymit auskristallisieren. Bezeichnenderweise erscheint in der CIPW-Norm die Komponente Quarz (q). Granitoide erfüllen gewöhnlich dieses Kriterium.
Bei an Silicium-gesättigten Magmatiten balanciert das vorhandene Silica genau die Erfordernisse aller anderen Silikate aus (es gibt weder Über- noch Unterschuss). Es unterbleibt daher sowohl die Kristallisation von Quarz, andererseits aber auch die Kristallisation von Feldspatvertretern oder Olivin. Diese Magmen sind Hypersthen-normativ (hy). Gesteinsbeispiele sind Diorite und Andesite.
Bei an Silicium-untersättigten Magmatiten mangelt es an Silica, um die Erfordernisse sämtlicher Hauptsilikate erfüllen zu können, weswegen anstelle von Feldspäten jetzt die in ihrer Struktur weniger an SiO2 erfordernden Feldspatvertreter wie Nephelin, Analcim, oder Leucit gebildet werden. Ferner kristallisieren magnesiumreicher Olivin, Perovskit, Melanit sowie Melilith. Charakteristische Normminerale sind Olivin (ol) und eventuell Nephelin (ne). Gesteinsbeispiele sind Nephelinsyenite.

## CIPW-Norm
Bei der Berechnung der CIPW-Norm kommt das Prinzip der Siliciumsättigung zur Anwendung, d. h. der Normierungsvorgang versucht den natürlichen magmatischen Prozessen so weit wie möglich Folge zu leisten. Nach Bildung der Feldspäte (Komponenten ab, an, or) und Pyroxene (Komponenten di und hy) wird überprüft, ob die vorhandene SiO2-Menge hierfür tatsächlich ausreicht. Wenn ja, so haben wir ein an Silicium-gesättigtes magmatisches Gestein vor uns. Ist mehr SiO2 vorhanden als nötig, so kann mit dem Überschuss normativer Quarz gebildet werden und das Gestein ist an Silicium übersättigt. Reicht hingegen die Menge nicht aus, so müssen aus den gesättigten sparsamere Silikate neu gebildet werden. Folgende Umwandlungen kommen dabei unter anderem in Betracht:
- Orthopyroxen (hy) ==> Olivin (ol)
- Albit (ab) ==> Nephelin (ne)
- Orthoklas (or) ==> Leucit (lc)

Die Menge der neugebildeten Komponenten ist ein Gradmesser für die Siliciumuntersättigung.
Dieses Prinzip machte sich Peccerillo (2002) in seinem Parameter ΔQ zu Nutze, den er wie folgt definiert:
ΔQ = q – (lc + ne + kal + ol)
An Silicium-übersättigte Gesteine haben ΔQ > 0, gesättigte ΔQ = 0 und untersättigte ΔQ < 0. Aufgetragen gegenüber K2O/Na2O ermöglicht dieser neue Parameter eine gut auflösende Unterscheidung von Magmenprovinzen.

## Siliciumsättigung in basaltischen Gesteinen

Der Basalttetraeder mit den drei Bereichen der Siliciumsättigung

In basaltischen Gesteinen, den weitaus häufigsten magmatischen Gesteinen der Erde, lassen sich die einzelnen Bereiche der Siliciumsättigung sehr schön in dem auf Yoder und Tilley (1962) zurückgehenden Basalttetraeder Klinopyroxen-Nephelin-Plagioklas-Quarz-Orthopyroxen-Olivin bzw. Di-Ne-Ab-Q-Hy-Ol darstellen (siehe nebenstehende Abbildung). Die grüne Fläche Klinopyroxen-Plagioklas-Orthopyroxen (Di-Ab-Hy) repräsentiert die Zusammensetzungen von an Silicium gesättigten Basaltmagmen. Im anschließenden Raum rechts dieser Grenzfläche (Raum Di-Ab-Hy-Q) befinden sich an Silicium übersättigte, Quarz- und Hypersthen-normative Basalte –  Quarz-Tholeiite. An Silicium untersättigte, Olivin- und Nephelin-normative Basaltmagmen nehmen den links der violetten Grenzfläche Di-Ab-Ol gelegenen Raum Di-Ab-Ol-Ne ein –  Alkali-Olivinbasalte und Basanite. Der dazwischenliegende Zwickelraum Di-Ab-Hy-Ol nimmt eine Sonderstellung ein; es handelt sich hier um kritisch untersättigte basaltische Magmen - Olivin-Tholeiite mit normativem Ol und Hy. Ultramafische Mantelgesteine fallen ebenfalls in diesen Bereich, sie sind somit an Silicium gesättigt bis kritisch untersättigt.
Bei den Basaltverwandten sind Nephelinite, Olivin-Nephelinite und verwandte Foidite, sowie Basanite und Tephrite an Silicium untersättigt.